# Parascorpaena picta
Parascorpaena picta és una espècie de peix pertanyent a la família dels escorpènids.

## Descripció
- Fa 16 cm de llargària màxima.[3][4]

## Hàbitat
És un peix marí, associat als esculls de corall i de clima tropical.

## Distribució geogràfica
Es troba a Shark Bay (Austràlia).

## Observacions
És inofensiu per als humans.